# St. Märgen
St. Märgen è un comune tedesco di 1 922 abitanti, situato nel land del Baden-Württemberg.

## Il monastero agostiniano di Sankt Märgen con la sua chiesa
La storia del monastero ha inizio nel 1118, quando il decano Bruno di Strasburgo, fratello del conte Adalberto di Haigerloch-Wiesneck e cancelliere dell'imperatore Enrico V di Franconia lo fece edificare a proprie spese. Nell'ambito della lotta per le investiture, il decano e suo fratello erano dalla parte dell'imperatore, mentre a sostegno del papa vi era Bertoldo II di Zähringen, che nel 1093 aveva fondato il vicino monastero di Sankt Peter. In ballo vi era il controllo sulla zona della Brisgovia, agognata da entrambe le famiglie. Per popolare il monastero, vennero chiamati dalla Lorena dei canonici regolari di Sant'Agostino, principalmente di lingua francese, che lì realizzarono la cella S. Mariae da cui deriva il nome del monastero. Le differenze linguistiche e di regola portarono presto a contrasti tra agostiniani tedeschi e francesi, tanto che quest'ultimi vennero rimandati in Lorena e sostituiti da altri canonici di lingua tedesca. Nel 1293 il monastero venne colpito da un enorme incendio che lo distrusse quasi completamente. Nel corso del 1300 i canonici furono in conflitto con la nobile famiglia Schnewelin, che entrata in possesso del castello di Wiesneck (anch'esso, come Sankt Märgen situato lungo la vallata del fiume Wagensteig), voleva impadronirsi dei beni del monastero. Lo stesso accadde nel secolo successivo con la casata Blumeneckern, nonostante i monaci si fossero uniti a quelli del monastero agostiniano Tutti i santi della vicina Friburgo in Brisgovia. Quando nel 1430 ci fu un altro terribile incendio, Sant Märgen venne definitivamente venduto alla città di Friburgo e i monaci si trasferirono definitivamente nel monastero Tutti i santi proprio a Friburgo, portando con sé la statua della Vergine Maria in stile romanico e mettendo così fine ai pellegrinaggi presso St. Märgen. Seguirono poi altri due incendi nel 1560 e nel 1704, quest'ultimo dovuto al passaggio di truppe francesi, nell'ambito della guerra di successione spagnola. Nel 1716 sotto la guida del prevosto Andreas Dilger il monastero venne finalmente ricostruito e la statua della Vergine di Sankt Märgen finalmente riportata al luogo d'origine. Nel 1806 il monastero fu secolarizzato, ma restò comunque meta di fiorenti pellegrinaggi mariani. Il 12 settembre 1907 la chiesa e parte del monastero vennero distrutti da un ultimo incendio, questa volta provocato da un fulmine. Dal 1995 al 2011 l'arcidiocesi di Friburgo ha affidato Sankt Märgen a monaci di San Paolo primo eremita. La chiesa del monastero è chiamata Mariä Himmelsfahrt, Assunzione di Maria. L'interno, anche dopo l'incendio del 1907, è stato riallestito in stile neobarocco. Gli affreschi sono stati realizzati dai maestri dell'Accademia d'arte di Monaco Waldemar Kolmsperger e Martin von Feuerstein. Quelli sul soffitto della navata rappresentano scene della vita di Maria. Partendo dall'organo e andando verso l'altare maggiore troviamo annunciazione, adorazione dei pastori (affresco maggiore) e presentazione di Gesù al Tempio. A sinistra troviamo la fuga in Egitto e a destra la visitazione, entrambi in tonalità verdastre. Agli angoli troviamo Davide e Abramo, Elisabetta e Sara in tonalità di grigio. Le altre immagini in rosso, rappresentano quattro importanti personaggi femminili della Bibbia: Giuditta, Abigail, Rut e Ester. Sul soffitto dell'altare maggiore troviamo un affresco di Maria Ausiliatrice dei Cristiani. Le cappelle laterali sono dedicate alla Vergine Maria (nord) e a San Giuseppe (sud). Nella cappella dedicata alla vergine troviamo un'originale raffigurazione di Maria con Gesù bambino proveniente dalla Lorena e risalente al 1100, oggetto ancor oggi di pellegrinaggi mariani. Sull'altare restaurato due angeli alati dello scultore Matthias Faller sorreggono la statuetta di 53 cm contornata di raggi. La Madonna seduta porta il bambino sul ginocchio sinistro. Nel corso dell'anno liturgico la stuatua è vestita con sei diversi abiti. Il dipinto sul soffitto di Kolmsperger mostra una scena della vita di Maria, mentre va al Tempio all'età di tre anni per essere sacrificata a Dio. Quattro dipinti ovali sulle pareti di Martin von Feuerstein mostrano santi devoti alla Vergine Maria, per esempio Bernardo di Chiaravalle.  Nella cappella di San Giuseppe vanno ricordati la statua del santo con in braccio Gesù bambino nell'atto di tirargli la barba e sopra l'altare il reliquiario di San Costanzo Martire, entrambi di Matthias Faller.